# Thomson-Houston Crotale
Il missile francese Thomson-Houston Crotale è un'arma di difesa aerea a breve raggio con capacità multiruolo, che è diventato, negli anni settanta soprattutto, uno dei sistemi meglio conosciuti e più diffusi a livello mondiale nella sua categoria. Precedentemente prodotto dalla Matra, in seguito esso ha avuto altri aggiornamenti che lo hanno reso migliore e più temibile, con l'impiego di tecnologie totalmente nuove, tanto che lo si potrebbe considerare un sistema d'arma totalmente nuovo.

## Origini
La storiografia del missile Crotale e più in generale del sistema missilistico di cui è munizione parte da molto lontano rispetto alla Francia, e precisamente dal Sudafrica. Questa nazione, nonostante i problemi politici dati dal regime di Apartheid cercava di ammodernare gli armamenti che aveva, per lo più di origine inglese, e che oramai, dopo vari anni dall'acquisto di molti di essi, cominciavano ad essere obsoleti.
Così i Sudafricani passarono, già all'inizio degli anni sessanta un ordine all'allora Thomson-Houston, poi diventata nota come Thomson-CSF, per un sistema missilistico antiaereo di nuova generazione, capace di offrire elevate prestazioni di ingaggio contro gli aviogetti ad alte prestazioni e possibilità di ingaggio ognitempo. La sua progettazione iniziò quindi per costituire un miglioramento sensibile ai missili Tigercat, fratelli terrestri dei Seacat, affidabili e mobili, ma troppo lenti in volo e privi di capacità notturne.
L'arma venne denominata "Cactus" e così è rimasta nota in Sud Africa nei decenni a seguire. La Thomson era la responsabile della progettazione generale, ma per quello che riguarda il missile di per sé venne tirata in gioco l'allora Engins Matra, che era specializzata nel settore missilistico, segnatamente in quello aria-aria. Il connubio tra le diverse competenze produsse il sistema Cactus, che venne consegnato al Sudafrica tra il 1971 e il 1973.
Nel frattempo il nuovo prodotto, nato come contratto export (in un'epoca in cui i costi di sviluppo erano ancora abbastanza modesti da rendere possibile questo tipo di iniziative), finiva per interessare anche altri operatori. Il nome con cui esso è stato conosciuto subiva nel frattempo un cambiamento.

## Il sistema missilistico Crotale
Questo sistema d'arma è costituito essenzialmente dal veicolo di lancio, le apparecchiature elettroniche del sistema d'arma di per sé e naturalmente, il missile Crotale.

### Veicolo

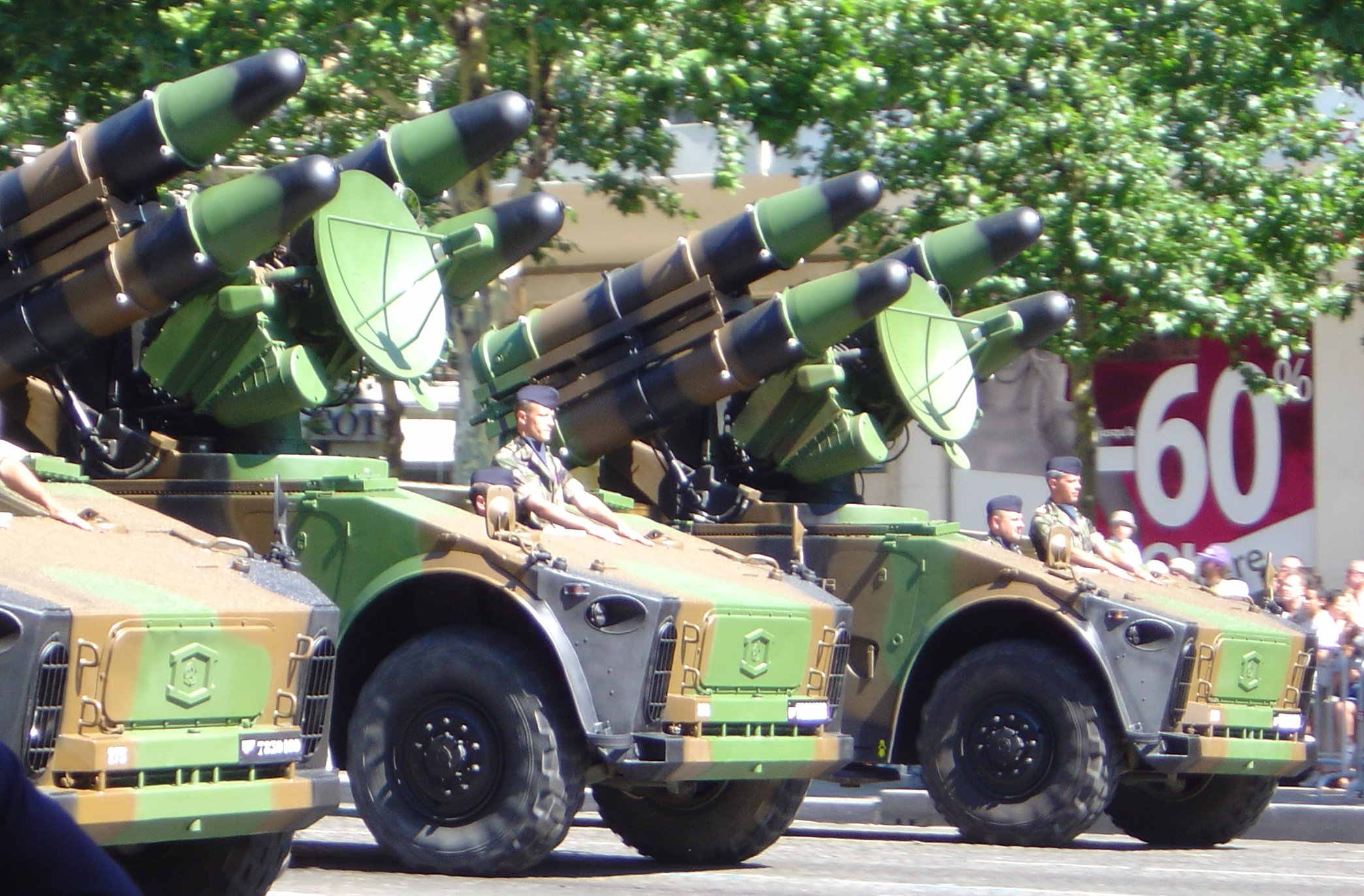
Tipici lanciatori di missili Crotale di prima generazione, qui in servizio nell'aeronautica transalpina

Per dare al mezzo una mobilità autonoma sono stati costruiti degli speciali mezzi di lancio, che hanno il compito di portare armi e sensori. Essi sono degli Hotchkiss-Brandt 4x4, leggermente blindati, con una serie di martinetti che sollevano le ruote dal terreno quando vengono messi in postazione di lancio. Questo, naturalmente, riduce la rapidità di azione, ma non è veramente importante, perché il sistema d'arma non è veramente dotato di caratteristiche campali. Infatti, il motore è elettrico, caratteristica unica per un blindato, e che non giova all'autonomia operativa e ad altre caratteristiche di mobilità complessiva. La struttura vede le ruote assai distanziate, per cui non vi è evidenza di caratteristiche di mobilità che non siano su strada ed entro distanze non elevate. Il motivo per cui questa scelta sia stata fatta non è ben noto.

### Sistema d'arma
I veicoli sono di 2 tipi diversi: ogni batteria ha 2 o 3 lanciamissili, e un veicolo radar di acquisizione. Questo mezzo ha un grande radar di scoperta chiamato MIRADOR IV, con portata tipica, verso aerei tattici, di 18 km. Esso ha un calcolatore digitale, cosa non trascurabile per le tecnologie degli anni sessanta-settanta, consolle visive e sistemi di collegamento dati. Essa ha potenza di elaborazione sufficiente per seguire 12 bersagli contemporanei.
I veicoli di lancio sono invece dotati di una torretta con 4 tubi di lancio per missili, dotati di una copertura protettiva anche frontale per il missile trasportato all'interno. Tra le due coppie di lancio vi è un radar di inseguimento bersaglio. Dopo avere localizzato un bersaglio, e avuta conferma che sia ostile, il veicolo radar passa tramite datalink i dati ad un veicolo-rampa, che è a sua volta dotato di varie apparecchiature, come un elaboratore digitale proprio, radar inseguimento, telecamera per l'inseguimento in caso di forti ECM e altro ancora, tra cui ovviamente anche il sistema datalink, possibile sia via cavo (800 m max.), che via radio (3 km). La prassi è di lanciare 2 missili a breve distanza, per assicurare la massima probabilità di colpirlo, visto che almeno un 5-10% delle armi lanciate malfunziona normalmente e che affrontare 2 ordigni a breve distanza l'uno dall'altro rende più probabile abbattere l'aereo.
La guida dell'arma è radiocomandata, con il radar che insegue il bersaglio e il sistema di tiro che insegue sia esso che la posizione dei missili, correggendone la posizione e portandola verso quella dell'aereo ingaggiato.

### Missile
Designato R.440 dalla Matra, si tratta di un'arma assai snella e dalla sagoma simile a quella di una freccia, elegante anche per la colorazione: rosso chiaro per il corpo missile, nero per le superfici di controllo, metallo per la testata. Le superfici di controllo del missile sono 4 cruciformi a prua, con struttura a doppio delta, mentre per il controllo di stabilità vi sono altrettante alette a poppa, più grandi, con le estremità retrattili per consentire di alloggiare il missile dentro tubi di lancio abbastanza compatti.
Il peso è di 85 kg, inclusi i 15 per la testata, con spoletta di prossimità. Il motore, invece, ha struttura monostadio, come i missili aria aria, che permette in pochi secondi lancia l'arma a mach 2,3.
La portata effettiva merita una considerazione a parte, che dimostra quanto, nel caso dei missili, essa sia dipendente dalle condizioni anche quando una di queste, la velocità del lanciatore (=0), è prestabilita. Contro un bersaglio in volo a mach 1,2 si possono arrivare 8500 m e una quota di 3000 m, ma contro altri tipi la portata è diversa:
-contro bersagli a 200 m/s (verosimilmente in avvicinamento), 12 km
-contro elicotteri o bersagli non manovranti: 13 km
-contro bersagli a pelo d'acqua: 6,5 km.
In ogni caso la gittata minima nominale è di 700 m, anche se la portata minima effettiva è verosimilmente maggiore di 1 km.

## Il Crotale Navale
Il missile Crotale è risultato anche idoneo, con una serie di modifiche agli apparati di lancio e di tiro, per l'impiego navale. Il missile è presente con una installazione ottupla, con un radar di tiro e sistema di inseguimento missile con camera infrarossa al centro della stessa, tra i due gruppi di lanciamissili. Nel modello base un operatore controlla il sistema in un locale con una consolle e un elaboratore di bordo.

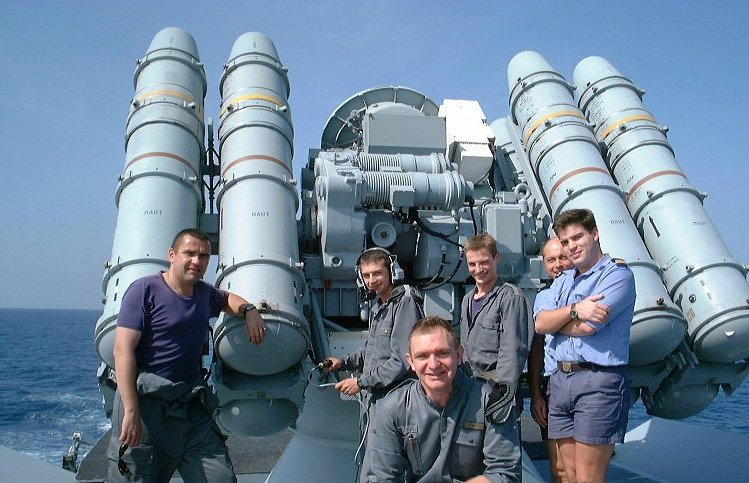
I marinai in posa danno l'idea delle proporzioni della rampa di lancio sul La Motte-Picquet francese

Dopo l'aggancio da parte dei radar della nave di un bersaglio aereo viene passata l'informazione all'apparato radar-ottica della torretta. La guida avviene lanciando il missile verso il bersaglio, correggendone la rotta. A pelo d'acqua viene utilizzata la tecnica differenziale IR, basata sulla misurazione dello scarto angolare tra la posizione del missile e quella del bersaglio. La detonazione come al solito, avviene per spoletta di prossimità, con una mezza dozzina di kg di esplosivo, e un sistema di ritardo a tempo che permette di concentrare le schegge sulla parte più vulnerabile del bersaglio, i fianchi.
Le installazioni sono state varie: la prima si chiama 8S, con struttura base. La necessità di compattare la struttura per navi più leggere ha portato alle versioni modulare 8MS e 4MS, con 8 e 4 missili pronti al lancio. La leggerezza dell'installazione permette a navi di 500 t., almeno nominalmente, di portare questi missili, che sono capaci di intercettare bersagli tra i 4 e i 5000 m con buone possibilità di colpire anche missili antinave a volo radente, sebbene non siano noti esperimenti contro missili Exocet. Da notare che la portata è in ogni caso non molto diversa da quella che ha tipicamente il missile britannico Sea Wolf, ovvero 6,5 km contro bersagli a pelo d'acqua, praticamente la metà di quella massima.

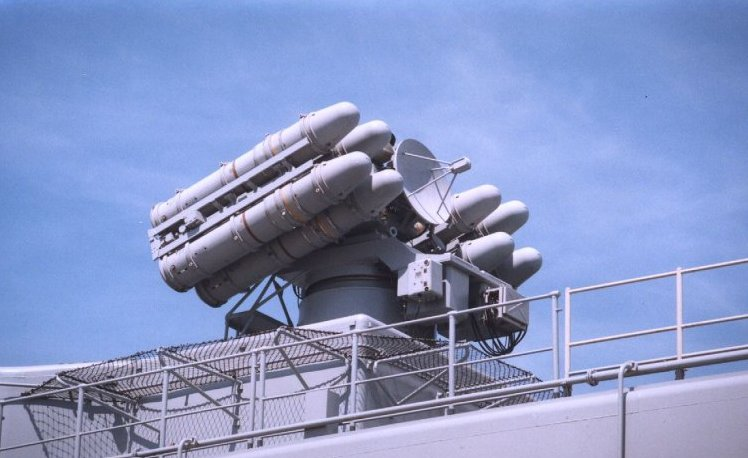
il Crotale della Tourville inquadrato frontalmente fornisce una visione chiara del suo aspetto

A parte questo, per quanto il missile sia relativamente leggero, esso può consentire un utile impiego secondario antinave, specie contro piccoli bersagli navali, difficilmente ingaggiabili altrimenti.

## Servizio ed evoluzione
Il missile è entrato ben presto nella competizione nazionale ed internazionale per le armi a corta gittata antiaeree di tipo moderno. Con una massa assai inferiore, esso garantiva prestazioni paragonabili, per esempio, a quelle del più grande missile SA-8 Gecko/SA-N 4, anch'esso navalizzato.
I contratti di acquisto sono giunti ben presto da almeno 6 Paesi di 4 continenti, come Cile, Libia, Egitto. Ma il cliente più importante è stata l'Aeronautica Francese, che ha ordinato non meno di 80 unità di fuoco (nel senso di veicoli rampa, non di batterie) Crotale. I compiti, in ogni caso, sono determinati da quella che è la principale debolezza del sistema, ovvero la ridotta mobilità tattica (per via dei veicoli e dei sistemi dati). Quindi, sono state soprattutto le basi aeree ad essere protette dai Crotale.
La Marina Francese, come anche quella saudita, ha adottato invece il Crotale Navale, con in genere, 1 installazione ottupla per nave, eccezionalmente 2 (Portaerei Foch), e 26 missili. Tra le navi dotate di questo sistema, le fregate Gorge Leguyes, e le Medina saudite.
Il missile non è stato impiegato in guerra, almeno ufficialmente. Se vi erano missili di questo tipo a difendere Tripoli e Bengasi (cosa verosimile) essi sono forse entrati in azione nel 1986 contro aerei americani. Tuttavia, risulta che qualche unità sia servita agli iraniani per imbastire una produzione della loro versione nazionale, e tali sistemi sarebbero stati presi agli iracheni durante la guerra.
La versione è stata chiamata SHAHAB THAQEB, ed ha una piattaforma trainata, con radar Contraves Skyguard svizzero piuttosto che l'originale Mirador IV. Le prestazioni sono dichiarate in 750 ms di velocità, 5500 m di quota, 12 km di gittata. Esse hanno una leggera superiorità sull'originale, ma non è chiaro se sia frutto di miglioramenti o solo di dichiarazioni pubblicitarie.
La produzione del Crotale iraniano è stata possibile grazie anche alla collaborazione cinese, anzi, non risulta molto credibile che gli iracheni abbiano mai avuto i lanciatori Crotale. Quello che appare certo è la fornitura cinese di missili di questo tipo.
Anche la Cina ha avuto infatti tali missili, con tanto di produzione locale. Essi sono stati chiamati HY-7/FM-80, con versione migliorata chiamata (per l'export) FM-90. In pratica, la Cina non ha trascurato la produzione di quasi nessun tipo di missile occidentale od orientale con licenze o solo copie.
Un lanciatore di questi Crotale è presente anche sui cacciatorpediniere classe Luhai (1-2 unità), forse in attesa di essere sostituito da un'arma più potente data la massa della nave. Per i cinesi è sempre stato un problema trovare missili SAM (contrariamente agli SSM, evidentemente meno impegnativi nonostante le maggiori dimensioni) per le proprie navi.
La mancanza di mobilità tattica ha impedito, invece, ai sudafricani di schierare i Cactus con le loro truppe avanzate in Namibia e Angola. Da questo punto di vista il limitato Tigercat è stato più utile, anche se senza risultati in termini di abbattimenti.

### Shanine
Le possibilità del Crotale come missile e anche sistema elettronico erano frustrate dalla loro piattaforma di lancio, sostanzialmente limitata. Ma l'arma di per sé era la migliore della categoria, e batteva in portata sistemi come i più leggeri Rapire inglesi e Roland franco-tedeschi. Così ad un certo punto venne approntato un sistema di lancio migliorato, anche stavolta per via di una commessa estera, quella passata dall'Arabia Saudita, che aveva il modello base ma non ne era soddisfatta.
In cerca di un SAM realmente mobile, che fosse sì maggiormente dispendioso se inteso solo per operazioni di difesa, ma anche mobile a sufficienza per coprire l'esercito, richiese l'integrazione con lo scafo di un carro armato in dotazione, l'AMX-30. La fornitura, dopo l'approntamento del prototipo nel 1979, ha avuto luogo tra il 1982 e l'anno dopo. Non vi sono state altre commesse.
Lo Shanine, chiamato anche SICA, è stato sviluppato sempre dalla Thomson e dalla Matra. Esso ha una componentistica basata sul precedente, ma assai migliorata. Il veicolo radar, sempre con un raggio utile di 18 km ha adesso la capacità di memorizzare 40 bersagli e seguirne 18. Il veicolo radar controlla fino a 4 unità di fuoco. Queste sono sempre equipaggiate di un radar di tiro e di una telecamera per l'uso in caso di intense ECM, ma i missili sono 6 e non più 4.
Il radar di tiro ha un triplo canale, per cui una volta che i missili sono stati lanciati, e il sistema TV li rileva, vengono portati nel fascio di inseguimento del radar stesso. Questo avendo un triplo canale può controllare il bersaglio e fino a 2 missili. Esso funziona in alternativa con un back-up televisivo, il tutto è quindi simile al Crotale. I collegamenti ora sono solo con apparati di tipo microonde e non più anche cavo.
La struttura dell'AMX-30 dà una significativa protezione all'equipaggio, (certamente non ai 6 missili, posti in colonne di 3 ai lati della torretta), e la velocità, autonomia, mobilità sono del tutto adatti per scortare le unità campali in azione. Il missile è chiamato R.460, con lunghezza di 3,15 m, peso 100 kg, diametro 15,6cm, ap. Alare 59cm. Esso è sensibilmente più pesante e potente del Crotale, e può essere sostenuto da un motore capace di bruciare, essendo a doppio stadio (di produzione SNPE), per l'80% del tempo in più rispetto al tipo monostadio del Crotale.
Le prestazioni sono migliorate e la tangenza arriva a 6000 m, la portata a 10-13 km, mentre la velocità non è invece superiore (mach 2). Il sistema è stato fornito in 36 esemplari, assieme a 53 cannoni binati da 30 mm AMX-30VDA, per la difesa ravvicinata, specie nel delicato momento di ricarica dei missili Shanine, che come i più leggeri Crotale, hanno bisogno a maggior ragione di una autogrù.
Un sistema simile venne approntato anche per la gara indetta dall'US Army per dare un sostituto al missile Chaparral. Designato Liberty era un apparato decisamente ambizioso, armato con 6 missili pronti al lancio e 2 cannoni da 25 mm. M242 Bushmaster (come quelli del M2/M3 Bradley). Lo scafo era invece quello dell'M1 Abrams. La torretta aveva lo stesso sistema di tiro dello Shanine, con radar TSR 2630 e apparati optronici di visione e comando. Non solo questo, perché in futuro era previsto l'arrivo dei più compatto missile VT-1, con ben 12 tubi di lancio per armi che sarebbero state ampiamente superiori ai tipi precedenti. Prima di tutto questo, però, il Liberty venne sconfitto, mettendo a segno solo in sei casi di 10 i propri colpi, mentre l'ADATS ebbe 8 successi. Magra consolazione fu che i sistemi missilistici basati sul Roland e sul Rapier ottennero risultati anche inferiori. Un'altra "consolazione" fu che il costosissimo programma per un nuovo sistema missilistico mobile dell'Esercito USA (con previsione per oltre 500 sistemi) venne poi abbandonato, lasciando anche l'ADATS "sovrano dell'aria".
Ma per la tecnologia del missile Crotale si era nondimeno aperta una nuova strada: la partecipazione al programma americano fece da sprone per un notevole salto in avanti, non a caso chiamato 'Nouvelle Generatiòn'(NG).

## Il Crotale NG
Durante gli anni ottanta i missili iperveloci cominciarono a diventare realtà: per missile iperveloce si intende in genere un'arma da mach 3 ed oltre, lanciata da terra. IL primo tipo fu l'ADATS anticarro-antiaereo. Un'altra arma era invece in fase di sviluppo dalla LTV americana, che venne ad un certo punto comprata dalla Thomson. Il nuovo Crotale NG, come anche il Roland 5, avrebbero avuto un missile unificato, capace di superare mach 3,5 e quindi consentire ai sistemi antiaerei una capacità molto migliorata di intercettazione, rendendo assai marginale l'importanza della velocità del bersaglio (almeno se aereo).
Questo non arrivò in tempo per vedere la vittoria nel concorso americano, che avrebbe potuto, potenzialmente, dare vita al più potente sistema da difesa aerea tattico mai prodotto, e così l'ADATS grazie alle sue innovazioni e alla versatilità vinse, ma il concorso naufragò ben presto per carenza di fondi (e di obiettivi aerei, con la fine della Guerra Fredda e la supremazia dei cieli saldamente in mano americana).

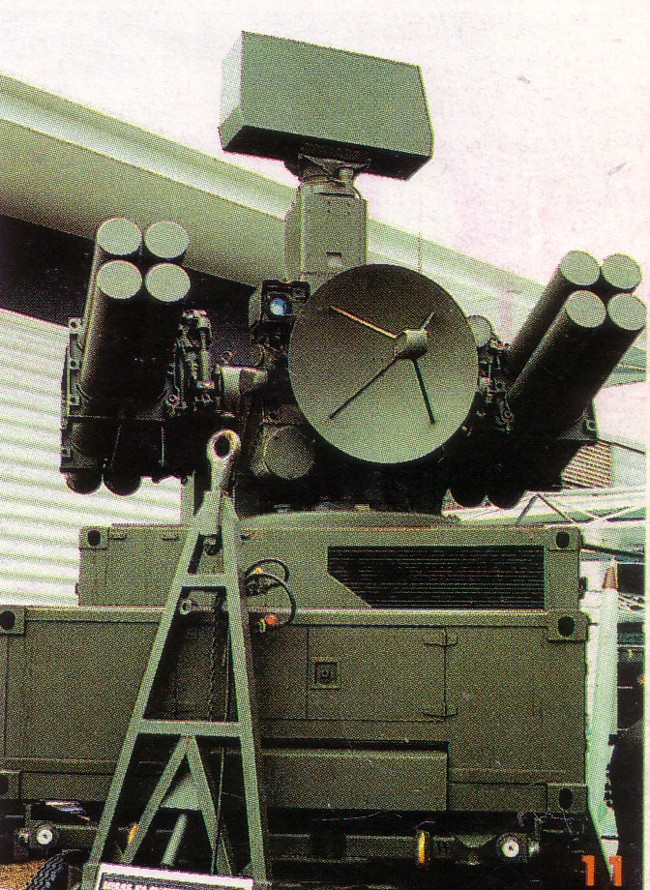
Il Crotale NG in una tipica installazione terrestre, su veicolo o rimorchio

Il Crotale NG, impiegante il missile VT-1, ha delle prestazioni di tutto rispetto. Impiegato in effetti soprattutto dal Crotale Navale, si riconosce dai tubi di lancio, ora non più a forma di ‘pallottola’ con costolature laterali, ma semplici cilindri allungati, assai anonimi nella loro somiglianza ad altri sistemi similari. Le alette sono state rese del tutto ripiegabili.
Il sistema di controllo del missile ha apparati di tiro radar e infrarossi, ed è impiegato da torrette ottuple, come quelle sistemate sulle Lafayette francesi. La torretta navale è chiamata CN-2.
La caratteristica più meritoria non è tanto la gittata, che essendo l'arma assai leggera, non è superiore a quella del missile precedente, ma la velocità, superiore di almeno il 50% e quindi, con un'energia cinetica doppia a parità di massa. 
Il missile è capace di raggiungere 8 km di distanza in 10 secondi, (prima erano necessari almeno 15-20 s) e di manovrare con accelerazioni laterali di 35g, per poi recapitare una testata da 15 kg.
La velocità di intervento, e la manovrabilità sono quindi molto superiori rispetto ai tipi di missile Roland e Crotale/Shanine precedentemente realizzati, e in attesa dell'ASTER 15 (con lanciatori verticali, testata radar attiva e sistemi di guida migliorati) si tratta di un aggiornamento molto efficiente dei sistemi Roland/Crotale basici, con possibilità di successo, contro bersagli ad alte prestazioni, molto superiori rispetto al tipo precedente.
Il nuovo missile ha equipaggiato le 5 fregate francesi della classe La Fayette, ha ottenuto successi anche con installazioni terrestri come quelle basata su veicoli XA-181, ma non ha raggiunto il successo del Crotale di prima generazione.
A partire dal 1987 è stato sostituito dal SAHV-3.